# Дејвицка
Дејвицка је станица метроа у Прагу под Победничким тргом (чеш. Vítězné náměstí) у градској четврти Дејвице.
Дејвицка је била у прошлости последња станица линије А, зелене линије, али од 2015. године, због продужења линије А, је станица Болница Мотол (чеш. Nemocnice Motol) постала нова последња станица. Станица Дејвицка је била отворена под називом Лењинова 12. августа 1978. Са станице полазе аутобуси јавног превоза до Међународног аеродрома Рузине.
У непосредној околини станица налази се велики број факултета Чешке високе техничке школе и Карловог универзитета, улице Југословенских партизана, Европска, Сватовитска, и Чехословачке армаде, као и истоимена улица Дејвицка.

## Карактеристике станице
Станица је откопана, утемељена у јами, изграђена као дугорочни терминал (са два колосека и два скретница). Укључујући ове колосеке, станица је дуга 301 м и налази се 11,5 м испод нивоа Европске улице. Перон са станицом надзорника у средини је у облику острва, једнобродан и без колона - тако да је заправо велика сала. Зидови станице иза колосека обложени су керамичким глазираним плочицама разних боја.
Пар излаза води од нивоа станице до нивоа предворја. Излаз у западно предворје Европска (у правцу Мотол болнице) се реализује помоћу три покретне степенице и излаза на стражарско место. Приступ источном предворју Витезне намести (смер Депо Хостивар) је обезбеђен фиксним степеништем и лифтом. Оба вестибула су повезана пролазом директно испод нивоа Европске улице.
На изградњу станице, која се одвијала између 1973. и 1978., потрошено је 301 милион круна. 2011. је почело реновирање станице како би се спојила на новоизграђену деоницу линије А до Мотола. Пуштена је у рад 6. априла 2015. Само су неки возови завршили у Дејвичкој, остали су наставили зонски саобраћај до нове станице Болница Мотол. Од 1. јуна 2015. сви возови су наставили ка станици Петрини, зонски рад се одвијао само у делу Петрини - Болница Мотол. Коначно, од 29. априла 2017. у потпуности је укинут зонски саобраћај на западном делу линије А и једина терминална станица постала је Мотол болница.